# Shell Unix

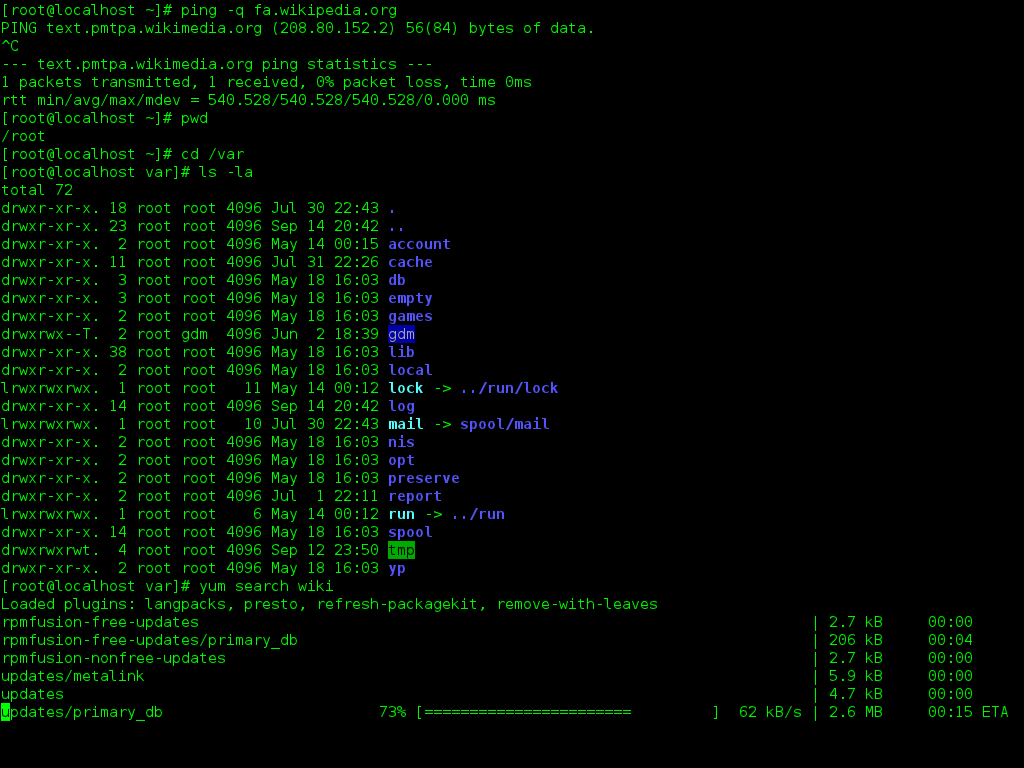
Shell Bash sur Linux

Un shell Unix est un interpréteur de commandes destiné aux systèmes d'exploitation Unix et de type Unix qui permet d'accéder aux fonctionnalités internes du système d'exploitation. C'est l'interface utilisateur du système d'exploitation, il permet entre autres de se déplacer dans l'arborescence du système, créer, éditer ou supprimer des répertoires et des fichiers. Il se présente sous la forme d'une interface en ligne de commande accessible depuis la console ou un terminal. L'utilisateur lance des commandes sous forme d'une entrée texte exécutée ensuite par le shell. Les commandes sont des fichiers exécutables, située dans certains répertoires du système. Le shell est donc un programme qui peut exécuter ces commandes ; il se trouve dans le répertoire /bin.
Les systèmes d'exploitation de type Unix disposent le plus souvent d'un shell. Il existe une trentaine de shell différents. À l'origine, l'interpréteur de commandes par défaut était sh. Aujourd'hui bash est le shell le plus répandu.

## Historique des shells Unix
Le premier shell est le Thompson shell (en) apparu en 1971 avec la première version d’Unix et écrit par Ken Thompson, l'un des créateurs d'Unix. Il est remplacé par le Bourne shell, écrit par Stephen Bourne, en 1977 pour la version 7 d'Unix.
En 1978, Bill Joy, alors étudiant à l'Université de Californie à Berkeley, crée csh (C shell), une évolution du shell dont la syntaxe s'inspire de celle du langage C. Il permet notamment la réutilisation de l'historique des commandes. Une version plus moderne du csh est ensuite publiée sous le nom tcsh.
Le Korn shell (ksh) est publié en 1983 par David Korn. Il est compatible avec le Bourne shell, reprend certaines fonctionnalités de csh et ajoute des fonctions de scripts avancées disponibles dans des langages plus évolués tels que le Perl.
Le Bourne-Again shell (bash) apparait quant à lui en 1988. Il est écrit par Brian Fox pour la Free Software Foundation dans le cadre du projet GNU. C'est le shell de nombreuses implémentations libres d'Unix, telles que les systèmes GNU/Linux. Il est compatible avec le Bourne shell dont il se veut une implémentation libre.
Paul Falstad crée zsh en 1990 alors qu'il est étudiant à l'université de Princeton. Ce shell reprend les fonctions les plus pratiques de bash, csh, tcsh.

## Shells
À l'origine, l'interpréteur de commandes par défaut était sh, qui donna naissance à de nombreuses variantes, dont csh, étendu en tcsh, ou ksh, ou encore rc. Aujourd'hui bash, s'inspirant de sh, ksh, et csh, est le shell le plus répandu, bien qu'il existe d'autres interpréteurs de commandes, comme zsh, ou ash.
- Shell de Stephen Bourne
  - Bourne shell (sh)
  - Bourne-Again shell (bash)
- csh : C shell
  - tcsh (Tenex C shell, version moderne du csh)
- Shell de David Korn : Korn shell (ksh)
- Shell de Kenneth Almquist, utilisé lorsqu'il est nécessaire d'avoir un shell prenant peu de place sur le disque, clone de la variante SVR4 du Bourne shell;
  - Ash (Almquist SHell)
  - Dash shell (Debian Almquist Shell)
- Zsh (zsh), reprenant les fonctions les plus pratiques de bash, ksh et tcsh.
- fish

## Utilisation
Le shell est un programme, exécutable en mode terminal, qui se trouve dans le répertoire /bin, et qui permet à l'utilisateur d’interagir avec le système en utilisant des commandes. L'utilisateur tape une commande, et le shell va interpréter cette commande et l'exécuter. Une commande est un fichier exécutable, se trouvant dans certains répertoires du système. La localisation du répertoire de chaque commande dépend du type de distribution Linux. Il est possible d'utiliser la commande whereis pour connaitre cette localisation.

### Exemple
Une session avec l'interpréteur tcsh :
```
[
ske:~
]
 
ske%
 
cd
 
/usr/

 
[
ske:/usr
]
 
ske%
 
ls

 
bin
             
lib
             
local
           
share

 
include
         
libexec
         
sbin
            
standalone

 
[
ske:/usr
]
 
ske%
 
top

 
[
ske:/usr
]
 
ske%
 
cd
 
/tmp

 
[
ske:/tmp
]
 
ske%
 
ls
 
-l

 
total
 
152

 
-rw-r--r--
  
1
 
ske
   
admin
  
68328
 
15
 
Apr
 
10
:54
 
93633C68062E855100FCE70A

 
-rw-r--r--
  
1
 
ske
   
admin
      
0
 
19
 
Apr
 
09
:28
 
cs_cache_lock_501

 
-rw-r--r--
  
1
 
root
  
admin
    
644
 
23
 
Apr
 
09
:05
 
mcx_compositor

 
drwxr-xr-x
  
3
 
ske
   
admin
    
102
 
19
 
Apr
 
11
:39
 
pb-man

 
-rw-r--r--
  
1
 
ske
   
admin
     
74
 
15
 
Apr
 
10
:54
 
reload-stub.s

 
srwxrw-rw-
  
1
 
root
  
admin
      
0
 
23
 
Apr
 
09
:04
 
slp_ipc

 
[
ske:/tmp
]
 
ske%
 
echo
 
Hello
 
World
 
>test.tmp

 
[
ske:/tmp
]
 
ske%
 
cat
 
test.tmp
 

 
Hello
 
World

 
[
ske:/tmp
]
 
ske%
 
rm
 
test.tmp
 

 
[
ske:/tmp
]
 
ske%

```

Si on regarde la première ligne de cet exemple :
[ske:~] ske% cd /usr/
Entre crochets, [ske:~] nous indique que l'on se trouve dans le répertoire (dossier) home de l'utilisateur. C'est ce que signifie le signe tilde. Ensuite, ske% est le signal d'invit (prompt), en attente d'une commande. La première commande tapée est ici cd, qui permet de changer de répertoire. Elle est suivie du nom de répertoire /usr/.
Sur la deuxième ligne, on voit que l'on s'est effectivement déplacé : on se trouve maintenant dans le répertoire usr, comme l'indique le début de la ligne : [ske:/usr]. On utilise la commande ls, qui permet d'afficher les sous-répertoires et fichiers présents dans le répertoire courant. Ceux ci s'affichent alors sur la sortie standard, c'est-à-dire notre terminal, on voit qu'il s'agit ici de bin, lib, local, share, include, libexec, sbin et standalone.

### Gestion des entrées/sorties et redirection
Les shells permettent de réaliser des redirections. Une redirection consiste à rediriger l'entrée ou la sortie d'une commande vers une autre commande ou un fichier.

#### Redirection droite simple
Syntaxe :
```
 
commande
 
>
 
fichier

```

Le résultat de l'invocation de la commande commande sera écrit dans le fichier fichier, en écrasant le précédent contenu.
Exemple :
```
$:
 
cat
 
file
Welcome
$:
 
echo
 
"Hello world"
 
>
 
file
$:
 
cat
 
file
Hello
 
world

```

#### Redirection droite double
Syntaxe :
```
 
commande
 
>>
 
fichier

```

Le résultat de l'invocation de la commande commande sera écrit dans le fichier fichier, à la suite des données déjà présentes.
Exemple :
```
$:
 
cat
 
file
Welcome
$:
 
echo
 
"Hello world"
 
>>
 
file
$:
 
cat
 
file
Welcome
Hello
 
world

```

#### Redirection gauche simple
Syntaxe :
```
 
commande
 
<
 
fichier

```

La commande commande va lire le contenu du fichier fichier au lieu de lire sur l'entrée standard (clavier).
Exemple :
```
$:
 
cat
 
<
 
file
Welcome

```

#### Redirection gauche double
Syntaxe :
```
 
commande
 
<<
 
END

```

La commande commande va lire sur l'entrée standard jusqu'à ce que le mot suivant la double redirection soit rencontré.
Exemple :
```
$:
 
cat
 
<< TOTO

? foo

? bar

? moomoo

? TOTO

foo
bar
moomoo

```

### Pipe
Syntaxe :
```
 
commande_1
 
|
 
commande_2

```

Le résultat de la commande commande_1 va être redirigé dans l'entrée de la seconde commande commande_2.
Exemple :
```
$:
 
echo
 
"Hello world"
 
|
 
grep
 
-o
 
"Hello"

Hello

```

## Fichier de configuration
|                           | sh    | ksh   | csh   | tcsh  | bash         | zsh   |
| /etc/.login               |       |       | login | login |              |       |
| /etc/csh.cshrc            |       |       | yes   | yes   |              |       |
| /etc/csh.login            |       |       | login | login |              |       |
| ~/.tcshrc                 |       |       |       | yes   |              |       |
| ~/.cshrc                  |       |       | yes   | yes   |              |       |
| ~/etc/ksh.kshrc           |       | int.  |       |       |              |       |
| /etc/sh.shrc              | int.  |       |       |       |              |       |
| $ENV (typically ~/.kshrc) | int.  | int.  |       |       | int.         |       |
| ~/.login                  |       |       | login | login |              |       |
| ~/.logout                 |       |       | login | login |              |       |
| /etc/profile              | login | login |       |       | login        | login |
| ~/.profile                | login | login |       |       | login        | login |
| ~/.bash_profile           |       |       |       |       | login        |       |
| ~/.bash_login             |       |       |       |       | login        |       |
| ~/.bash_logout            |       |       |       |       | login        |       |
| ~/.bashrc                 |       |       |       |       | int.+n/login |       |
| /etc/zshenv               |       |       |       |       |              | yes   |
| /etc/zprofile             |       |       |       |       |              | login |
| /etc/zshrc                |       |       |       |       |              | int.  |
| /etc/zlogin               |       |       |       |       |              | login |
| /etc/zlogout              |       |       |       |       |              | login |
| ~/.zshenv                 |       |       |       |       |              | yes   |
| ~/.zprofile               |       |       |       |       |              | login |
| ~/.zshrc                  |       |       |       |       |              | int.  |
| ~/.zlogin                 |       |       |       |       |              | login |

## Analogie chez d'autres systèmes d'exploitation
Dans les différents systèmes d'exploitation Microsoft Windows, le programme analogue est command.com, ou cmd.exe.